# Codi d'identificació de resines

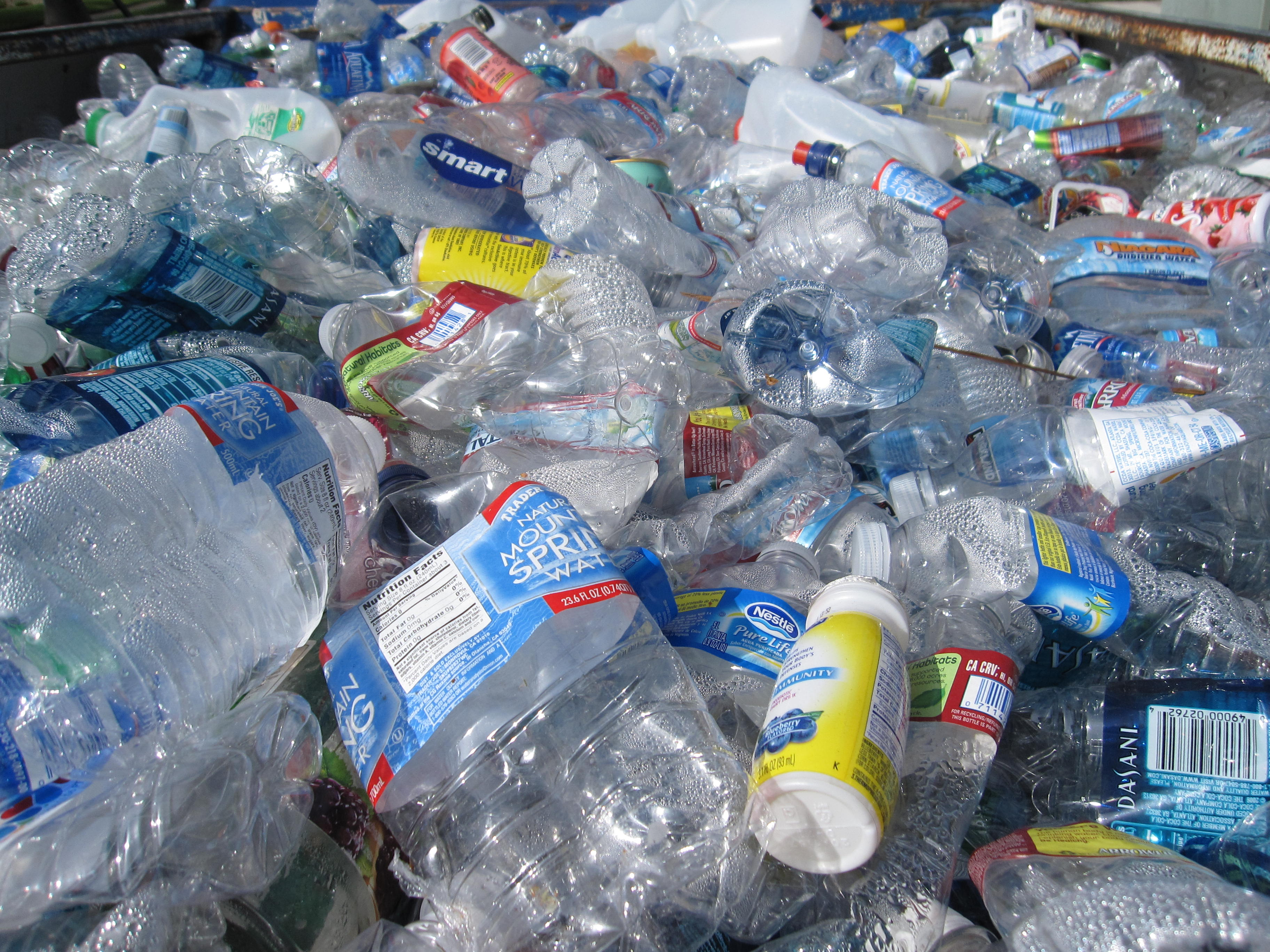
Diversos tipus de plàstics per a reciclar.

El codi d'identificació de resines (en anglès:SPI resin identification coding system) és un conjunt de símbols que es posen en els plàstics per tal d'identificar el tipus de polímers amb els quals estan fets. Va ser desenvolupat per la Society of the Plastics Industry (SPI) el 1988 i es fa servir internacionalment.
El propòsit principal d'aquests codis és permetre la separació eficient del diferents tipus de polímers per al seu reciclatge.
Els símbols del codi consisteixen en fletxes que envolten de manera horària per formar un triangle que envolta un nombre. Si no hi ha un nombre significa que és un material reciclable genèricament i en aquest cas es fan servir altres texts i etiquetes per indicar els materials usats. Les resines ja prèviament reciclades es codifiquen amb el prefix ""R" (per exemple, una botella de PETE feta amb resines reciclades podria indicar-se com RPETE).
En Unicode s'indica U+2673 i U+2679 inclusivament. El símbol de reciclatge (recycling symbol) es codifica com U+267A.

## Taula de codis de resines[1]
| Nombre de reciclatge | Imatge | Unicode | Imatges alternatives            | Símbol | Abreviació | Nom del polímer | Usos                                                                                      |
| -------------------- | ------ | ------- | ------------------------------- | ------ | ---------- | --- | ----------------------------------------------------------------------------------------- |
| 1                    | ♳      | U+2673  | 1-PETE · Polietilè tereftalat   | ♳      | PETE o PET | Polietilè tereftalat | Fibres de polèster, làmina termoformada, strapping, i ampolles de begudes no alcohòliques |
| 2                    | ♴      | U+2674  | ♴ · Polietilè d'alta densitat   | ♴      | HDPE       | Polietilè d'alta densitat                                                                                                | Ampolles, bosses de botigues, tub agrícola etc.                                           |
| 3                    | ♵      | U+2675  | PVC · Clorur de polivinil       | ♵      | PVC o V    | Clorur de polivinil | Tubs, ampolles que no són per aliments, joguines etc.                                     |
| 4                    | ♶      | U+2676  | ♶ · Polietilè de baixa densitat | ♶      | LDPE       | Polietilè de baixa densitat                                                                                              | Sacs de plàstic, equip de laboratori etc.                                                 |
| 5                    | ♷      | U+2677  | ♷ · Polipropilè                 | ♷      | PP         | Polipropilè | Parts d'automòbil, fibres industrials etc.                                                |
| 6                    | ♸      | U+2678  | ♸ · Poliestirè                  | ♸      | PS         | Poliestirè | Safates de cafeteria, utensilis de plàstic, Styrofoam etc.                                |
| 7                    | ♹      | U+2679  | ♹ · Altres plàstics             | ♹      | ALTRES o O | Altres plàstics, incloent acrylic, nylon, policarbonat, i àcid polilàctic i combinacions multicapa de diferents plàstics | Ampolles, ulleres de seguretat etc.                                                       |
| 9 o ABS              |        |         | ABS                             |        | ABS        | Acrilonitril butadiè estirè                                                                                              | Resines ABS. Objectes extrusionats o moldejat resistents a impactes o productes químics   |